# Pau Cendrós
Pau Cendrós López (ur. 1 kwietnia 1987 w Palma de Mallorca) – hiszpański piłkarz występujący na pozycji obrońcy w CD Lugo.